# جیپسین
جیپسین نام صندل سنتی کره‌ای است که از کاه ساخته می‌شود. کره‌ای‌ها صندل‌های پوشالی را از زمان باستان می‌پوشیدند. آنها در رسته کفش‌های یی (کفش‌هایی با ارتفاع کوتاه) دسته‌بندی می‌شوند و نام اختصاصی آنان بسته به مواد استفاده شده متفاوت می‌باشد مانند  سامسین،  وانگ گولسین،  چونگول چیسین و  بودولسین. در سلسله چوسان، جیپسین‌ها بیشتر توسط افراد عادی، کشاورزان و دانشمندانی که برای تفریح به خارج شهر می‌رفتند پوشیده می‌شد. امروزه از جیپسین‌ها در مراسم استفاده می‌شود. سبک جیپسین امروزی از سلسله چوسان به یادگار باقی مانده‌است.